# Claire Tabouret

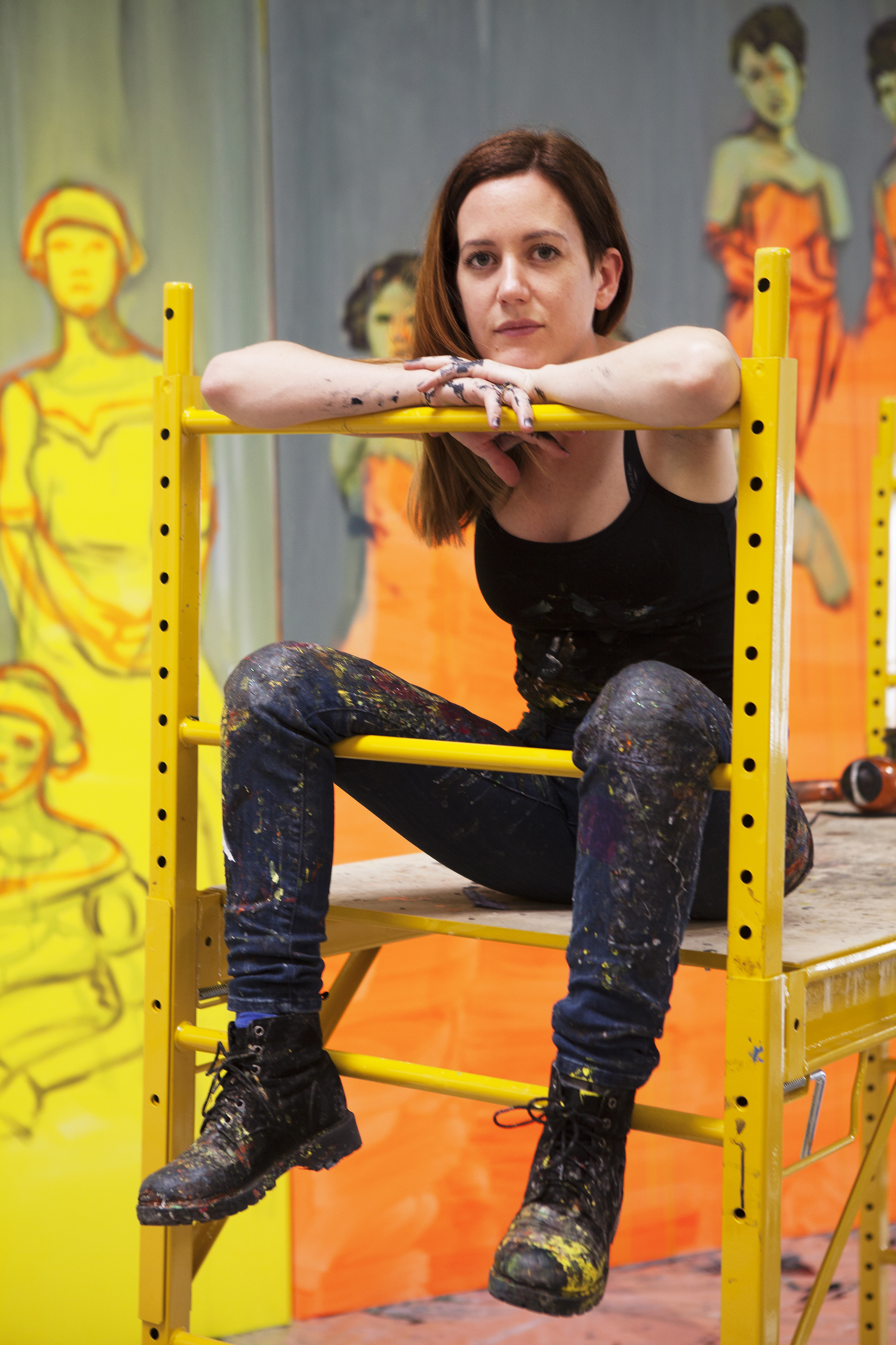
Claire Tabouret

Claire Tabouret (Pertuis, 1981) is een Franse figuratieve kunstenares. Ze woont en werkt in Los Angeles. Haar belangrijkste thema's zijn gender, identiteit en jeugdherinneringen. Ze maakt naast acrylschilderijen ook installaties en sculpturen. Ze woont en werkt in Los Angeles. Haar werken zijn zeer gegeerd bij kunstverzamelaars, de veilingwaarde behoort tot de top van de hedendaagse vrouwelijke kunstenaars.

## Stijl
Haar werken hebben een realistisch uitgangspunt, maar geven een mysterieuze en melancholische indruk door de wazigheid van de gezichten, soms op een expressieve wijze als slecht opgebrachte make-up overschilderd, waardoor ze op een masker lijken. De weergave is eigentijds met vereenvoudigde vormen, geschilderd in zachte, vaak ongebruikelijke pastelkleuren. Zij maakt vooral portretten en groepsscènes op een fel gekleurde achtergrond.  Veel van haar doeken zijn gebaseerd op foto's die ze vindt op internet of in haar archief.

## Biografie
Claire Tabouret groeide op in Montpellier en volgde haar kunstopleiding in Parijs en behaalde in 2006 haar diploma in de Schone Kunsten aan de École Nationale Supérieure des Beaux-Arts. Zij werd snel opgemerkt en kon deelnemen aan tientallen tentoonstellingen in Frankrijk en het buitenland. Haar werk werd in 2013 opgenomen in de collectie van François Pinault waardoor ze bekendheid verwierf. Zij was laureaat van verschillende prijzen, waaronder de Femmes D'Or-prijs in 2014.
In 2015 ging ze in Los Angeles wonen, samen met de muzikant Nathan Thelen.   Ze schilderde reproducties van de Rider-Waite tarot op het plafond van haar huis uit begin van de jaren '20 in de wijk Los Feliz. .
De reeks Tabourets 'Makeup' toonde jonge vrouwen en meisjes waarvan de gezichten besmeurd zijn met cosmetica. De primitief uitgesmeerde make-up verwees naar de eerste pogingen van een kind om te schilderen, maar tegelijk klaagde ze hiermee de dominantie van het schoonheidsideaal in de hedendaagse beeldcultuur aan die leidde naar het  verlangen om opgemerkt te worden in een poging om uniek te zijn, met soms kwalijke gevolgen.
In 2017 exposeerde Tabouret samen met Yoko Ono met "One Day I Broke a Mirror" in Villa De Medici. Voor deze tentoonstelling maakte ze schilderijen van groepen zittende vrouwen die als krijgers, avonturiers en veroveraars voor zich uitkijken.
Nog in  2017 schilderde Tabouret het interieur van een kapel op het landgoed van de Franse designer Pierre Yovanovitch, het kasteel van Fabrègues in de Provence. Op de binnenmuren schilderde ze grote groepen kinderen in verschillende kostuums en klederdrachten.
Voor een dubbele tentoonstelling in enerzijds het atelier van Picasso en anderzijds de Almine Rech Gallery in Parijs maakte ze een serie met als thema worstelaars en dansende koppels. Op deze wijze beeldde ze tegelijk strijd en harmonie uit, een verwijzing naar haar eigen emoties tijdens het het gebruik van de werkruimte van Picasso.
In 2021 kon Tabouret deelnemen aan de tentoonstelling 'Present Generations' in het Columbus Museum of Art. Alle werken van deze tentoonstelling werden nadien aan het museum geschonken bij de inhuldiging van de "Scantland Collection". In het zelfde jaar werden werken van Tabouret verworven door het Institute of Contemporary Art Miami en het Dallas Museum of Art.
Haar werken waren in 2022 aanwezig op de tentoonstelling Women Painting Women in het Modern Art Museum of Fort Worth.
In 2024 kreeg Claire Tabouret de gecontesteerde opdracht om hedendaagse glas-in-loodramen voor de Notre-Dame van Parijs te ontwerpen ter vervanging van de onbeschadigde en geklasseerde glasramen van Viollet-le-Duc.
In 2020 behoorden de veilingopbrengsten van haar werken tot de top 10 van alle hedendaagse vrouwelijke kunstenaars jonger dan 45 jaar en in 2021 waren ze de hoogste van alle levende Franse kunstenaars.

## Prijzen en erkenningen
- 2022: Officier in "L' Ordre des Arts et des Lettres"[19]
- 2014: Les femmes d'Or
- 2013: Prix Marin
- 2012: Prix Yishu 8, Peking
- 2011: Prix SJ Berwin, École Nationale Supérieure des Beaux-Arts de Paris, Paris
- 2009:  Prix Jeune Créateur

## Tentoonstellingen (selectie)
- De Dans van Icarus, Yuz Museum, Shanghai, China 2017 [20]
- Ik huil omdat jij niet huilt, Château de Boisgeloup, Gisors, Frankrijk, 2018 [21]
- La Ronde, Musée des Beaux-Arts de Rouen, Rouen, Frankrijk, 2020 [22]
- Spiegels en reflecties, Jordan Schnitzer Museum of Art, Eugene, Oregon, 2020[23]

## Musea en collecties (selectie)[24][7]
- Agnes B Collection, Parijs
- Albertina Museum, Wenen
- Bourse de Commerce - Pinault Collection, Parijs
- Centre Pompidou, Parijs
- Columbus Museum of Art, Columbus
- Crocker Art Museum, Sacramento
- Dallas Museum of Art
- Emerige Collection, Parijs
- FRAC Auvergne, Clermont-Ferrand
- FRAC Haute Normandie, Rouen
- Institute of Contemporary Art, Miami,
- Kistefos Museum, Jevnaker, Noorwegen
- Le Voyage, Nantes
- Los Angeles County Museum of Art
- MAC, Lyon
- Montreal Museum of Fine Arts, Montreal
- Museo Madre, Napels
- Museo Salvatore Ferragamo, Florence
- Norton Museum of Art, West Palm Beach
- Orange County Museum of Art, Costa Mesa
- Pérez Art Museum, Miami
- Tel Aviv Museum of Art, Tel Aviv
- The Brant Foundation, New York
- Voorlinden Museum, Wassenaar
- Yuz Museum, Shanghai, China